# Lenwebbia protoscrobiculata
Lenwebbia protoscrobiculata är en snäckart som beskrevs av Stanisic 1990. Lenwebbia protoscrobiculata ingår i släktet Lenwebbia och familjen Charopidae. Inga underarter finns listade i Catalogue of Life.